# Beretta 93R
La Beretta 93R es una pistola ametralladora con selector de disparo, diseñada y fabricada por la empresa italiana Beretta en la década de 1970 para la Policía y el Ejército, derivada de la pistola semiautomática Beretta 92. La "R" es la abreviación de Raffica, ráfaga en italiano.

## Historia
La Beretta 93R fue diseñada para ser empleada por las unidades antiterroristas italianas Nucleo Operativo Centrale di Sicurezza y Gruppo di Intervento Speciale, pero también fue adoptada por otras fuerzas policiales y militares que necesitaban un arma ocultable con capacidad de fuego automático. Esta pistola es un desarrollo de la Beretta 92.

## Mecanismo
La Beretta 93R es mecánicamente similar a la Beretta 92. Puede disparar tanto en modo automático (ráfaga corta de 3 disparos) o semiautomático. Un selector le permite al tirador alternar entre los dos modos de disparo. La pistola está equipada con una empuñadura vertical plegable situada delante del guardamonte para ofrecer una mejor estabilidad al disparar. Se le puede acoplar una culata plegable de acero en la base de la empuñadura. Esta pistola es considerada difícil de controlar al ser disparada en modo automático, debido a su cadencia de 1100 disparos/minuto.

## Estatuto legal en los Estados Unidos
Hay unas cuantas Beretta 93R transferibles, pero el trámite sería demasiado costoso debido a su escasez. El Acta de Control de Armas de 1968 detuvo la importación de ametralladoras, excepto para su venta a las agencias gubernamentales.

## En ficción

### Cine
- Para la película Robocop (1987), el arma del protagonista, denominada Auto 9, se trata en realidad de una Beretta 93R modificada.
- En La Femme Nikita (Luc Besson, 1990), la primera arma con la que Nikita practica es una Beretta 93R de 9 mm,  con cargador de 20 cartuchos.
- En Resident Evil: Vendetta, Chris Redfield también la utiliza, pero como arma secundaria.

### Videojuegos
Es una de las armas usadas por Claire Redfield en Resident Evil Code: Veronica y por Aya Brea en Parasite Eve II. En Call of Duty: Modern Warfare 2 se llama M93 Raffica. En Battlefield 3 y Battlefield 4 esta arma es desbloqueable a través de jugar misiones cooperativas, al desbloquearse se puede usar en multijugador en sus dos modos. En Delta Force es un arma desbloqueable bajo el nombre de 93R.
También es un arma utilizable en la saga Uncharted bajo el nombre de pistola Raffica. En concreto, Uncharted 3 y Uncharted 4.

## Usuarios
- Argelia[6]
- Honduras[7]
- Italia[2]